# 波蘭電視台體育頻道
波蘭電視台體育頻道（波蘭語：TVP Sport）是波蘭電視台一條於2006年開播的電視頻道，主要播放全球各類體育賽事。這條頻道在2010年改用 16:9 比例播出，並於2014年正式開播高清電視訊號。